# 大氣光學

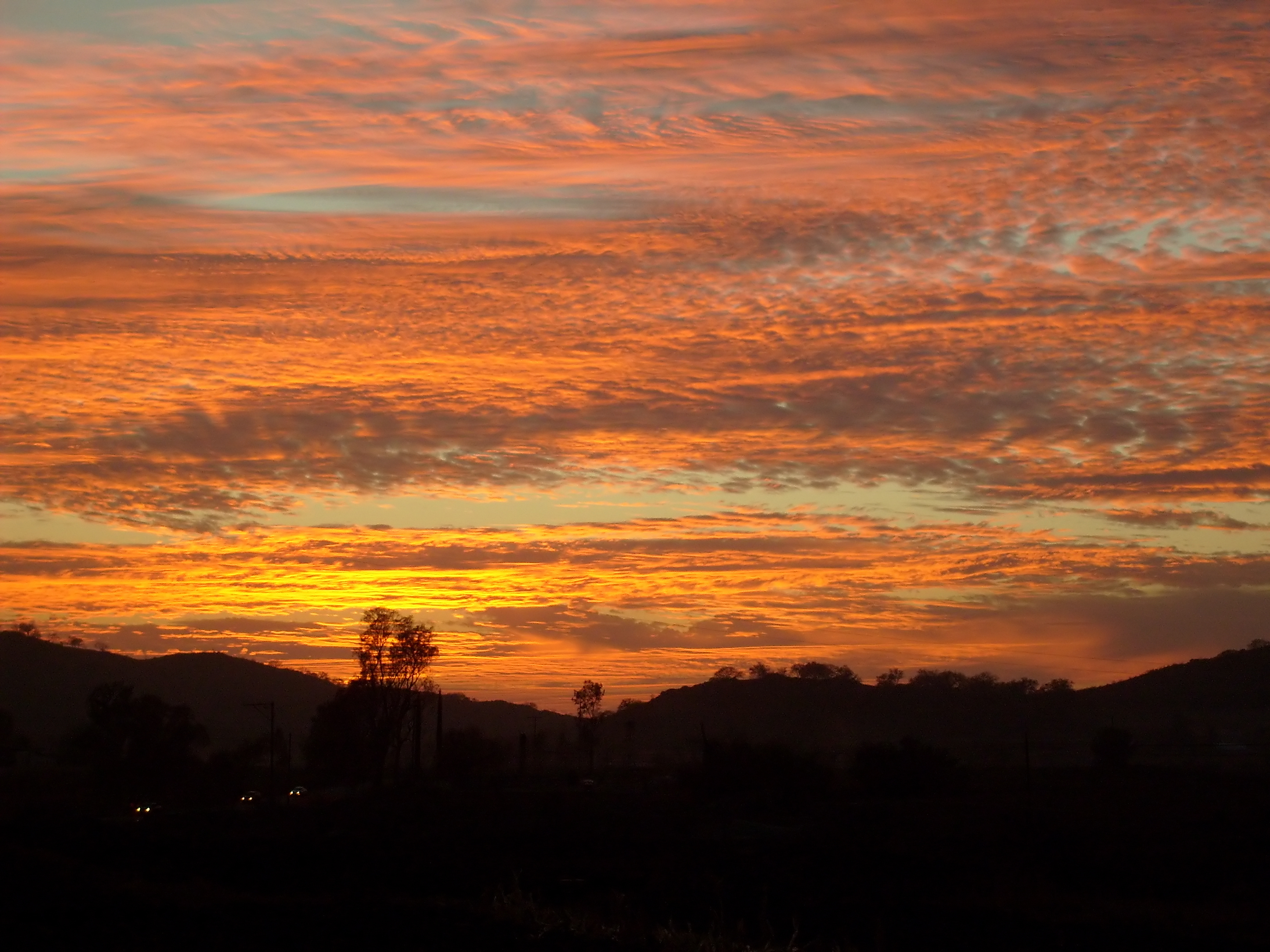
色彩斑爛的天空往往是光線被微粒和汙染物散射造成的。正如這張在2007年10月加州山火時的日落照片。

大氣光學是地球大氣層獨特的光學性質所造成大範圍且壯觀的光學現象。美麗的藍色天空是瑞利散射的直接結果，它重新定向了高頻（藍色光）的陽光，使它們重新回到觀測者的視野。由於藍色光比紅色光容易散射，當日出和日落時的陽光必須穿透濃厚的大氣層時，太陽看起來就呈現偏紅的色調。在天空中額外的顆粒會以不同的角度色散不同的顏色的光，在黎明和黃昏創造出多采多姿的發光天空。冰晶和其它顆粒將在大氣層中的光線散射，造成暈、晚霞餘暉、華 (光象)、雲隙光和幻日。這些種現象的變化是由於粒子大小和不同的幾何形狀。

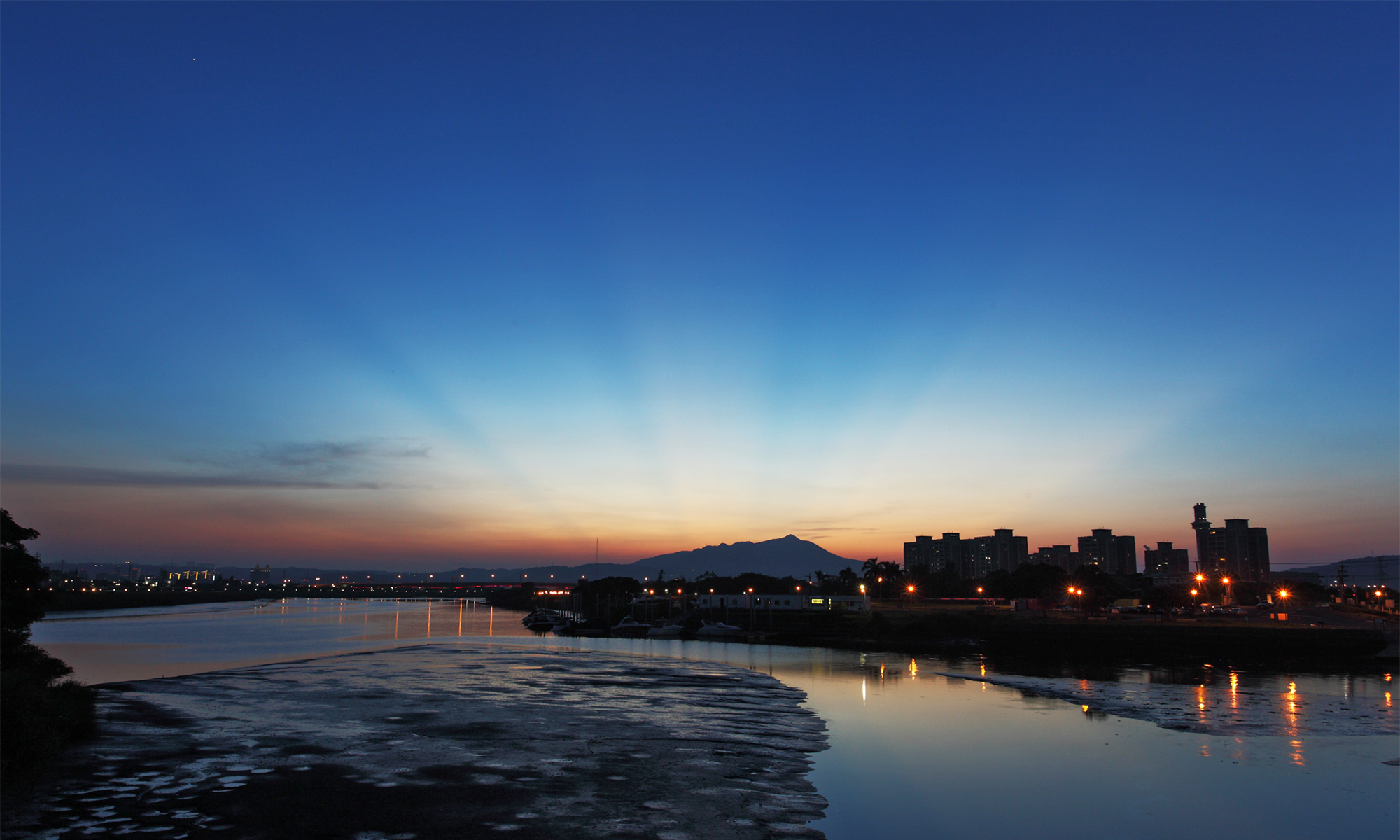
夕陽從雲後方透出的雲隙光，攝於臺灣臺北。

海市蜃樓是光線受到大氣層的溫度變化而產生偏折彎曲的光學現象，會使遠方的影像流離失所或是嚴重的扭曲。與此相關的其它光學現象包括新地島效應，會使視太陽比預測的提早升起或是延後落下，並且造成形狀的扭曲。一種稱為複雜蜃景的壯觀形式是由溫度反演造成的，會將地平線上，甚至地平線下的物件，像是島嶼、崖、船舶或冰山拉長且升高，就像"童話城堡"。
彩虹是光線在雨滴內部反射和色散光的折射組合造成的結果。因為彩虹總是出現在天空中背向太陽的那一端，而且因為兩者相距遙遠的距離，太陽越接近地平面，彩虹越是突出和壯觀。

## 太陽和月球的大小

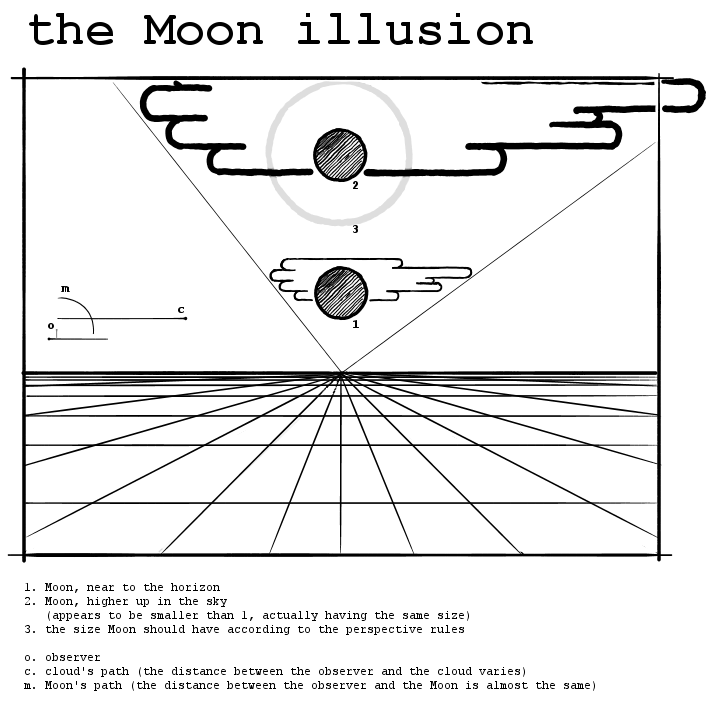
當它們移動至高空時，比較雲和月球相對的大小。

海什木在光學手冊（1011-1022 A.D.）認為視覺是發生在大腦中，視覺和知覺是主觀的，和個人的經驗會影響到他們看到的和怎樣看。托勒密以折射的理論來說明人們為何會感覺在地平線的太陽和月球比較大，但受到其他人的質疑。海什木重新定義這個問題是感知上的問題，而不是真實的擴大。他說判斷物體的距離取決於在該物體和觀測者之間有不間斷的一系列物體。然而，在月球和觀測者之間沒有可供參考或比較的物體。因為物體的大小取決於其觀測到的距離，但是在這種情況下，距離不能準確判斷，因此出現在地平線上的月球會顯得較大。培根、John Pecham和Witelo等人基於海什木的解釋，做了進一步的研究，在17世紀後月球錯覺逐漸被認為是一種心理現象，而排除了托勒密的理論。
100多年來，月亮錯覺的視覺科學研究一直是心理學，特別是人類感知，的領域。在審視了許多不同的解釋之後，羅斯和卜格在它們於2002年出版的《神秘的月球錯覺》（The Mystery of the Moon Illusion）這本書中就認為沒有單一的理論取得了勝利。

## 天空色彩

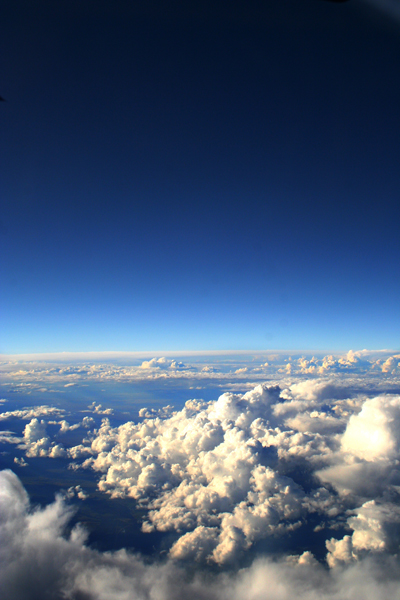
在高處看，例如像此處從飛機上觀看，當高度接近天頂時，天空的顏色變化從淺到深。

人眼看見藍色的天空，是陽光被散射的結果。陽光明媚的日子，瑞利散射讓天空呈現藍色的梯度：天頂較暗而水平方向較明亮。來自頭頂的光線遭遇到的大氣質量僅有水平方向的1/38。所以，來自天頂的光線較少被粒子散射，因此光依然是深藍色的。來自水平方向的天藍色光，因為從遙遠的地方傳送過來，藍光也被散射了。這是藍色調的光在視線方向上散射的補償，是來自遠方光源紅移的結果。換言之，紅色的光也被散射；如果它不是與觀測者有很大的距離，它被看見的機會將比藍光高得多。在距離接近無限遠的散射光，將會呈現白色。遠方的雲或白雪皚皚的山頂似乎是黃色，也是因為著個緣故；天氣晴朗的時候這種效應並不明顯，但是從覆蓋著的雲的邊緣散射的陽光，藍色的色調會減少。
在空氣中，散射取決於分子顆粒的大小，朝向前方和後方的多於側向的。個別暴露在白光下的水滴將創造出一組彩虹。如果雲有足夠的厚度，從多個水滴散射的光將洗掉各種的顏色，創造出洗淨的白色.。來自撒哈拉的塵埃進入副熱帶高壓脊，在夏季移動進入美國的東南部，使天空的外觀從藍色轉變為白色，並導致紅色的落日增加。它的存在添加了空氣中的顆粒數量，因而對夏天的空氣品質產生負面的影響。
在晚上的天空會呈現出紅色、橙色、粉紅色和黃色（特別是在接近日出和日落時）和黑色等多種的色彩。散色效應也會將來自天空的光偏極化，最明顯的是在距離太陽90∘角。
國際照明委員會（CIE，International Commission on Illumination）推薦天空的亮度分布模型，作為採光計畫的設計。最近的發展已經類比到所有的天空亮度模型，天氣從晴朗的天空到陰天 。

## 雲色

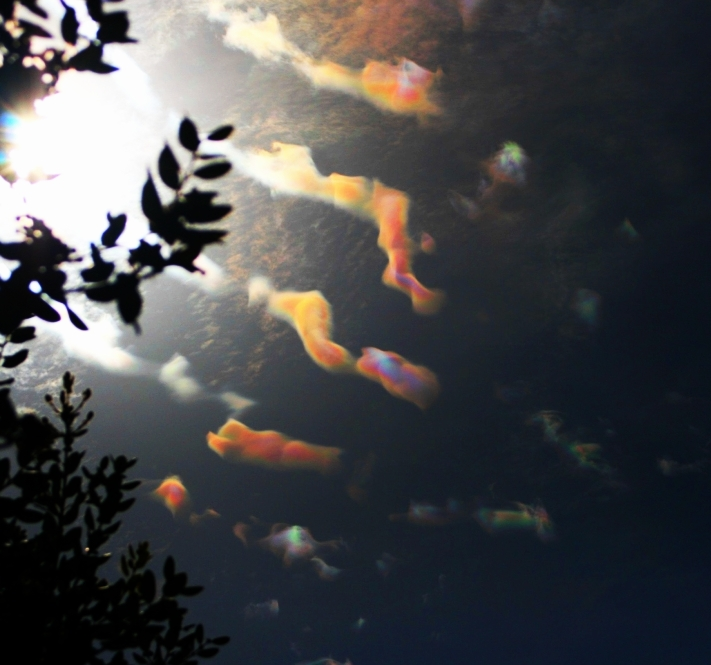
發生在高積雲中的彩雲。

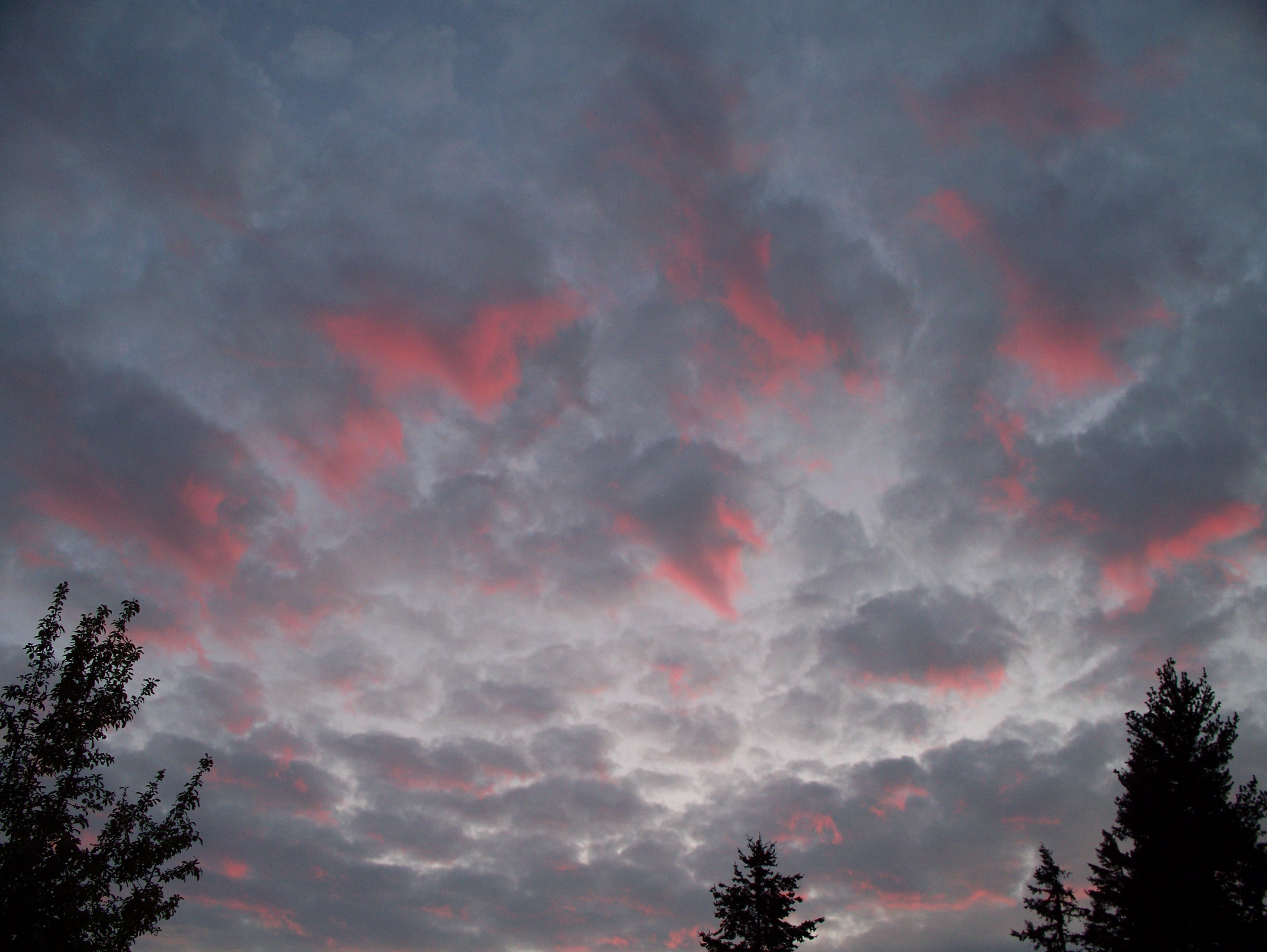
灰色的層積雲反射出日落時的粉紅色。

當從地球上看雲的顏色，可以告訴我們雲裡面有些甚麼。對流層雲深厚的顯現出對可見光的高反射率（70%至95%）。微小的水顆粒是密集的阻礙物，陽光在被反射出來之前無法滲入太多，使得雲呈現白色的特徵，特別是在從頂部觀看時。雲滴傾向有效的散射光線，所以太陽輻射的強度隨著氣體的深度減弱。其結果是，根據雲的厚度和多少光被反射或背向觀測者的方向傳播，雲底可以從非常明亮到非常黑暗的灰色。薄薄的雲層看起來是白色，似乎已經得到和呈現它們的環境或背景。高高的對流層和非對流層的雲，如果完全由冰晶或過冷的水滴組成，大多是白色的。 
隨著對流層雲的成熟，密集的水滴結合起來產生更大的水滴，形成的小滴結合到足夠大時，就會下降成為雨。在這個累積的過程中，液滴與液滴之間空間變得越來越大，陽光也就更能深入的滲入雲中。如果雲累積的夠大，而且液滴的間隔距離夠遠，則陽光在被吸收前只有很少的百分比會被反射出來。一個簡單的例子就是在大雨中能看得比在霧中更遠。這種反射/吸收的過程是導致雲的顏色範圍能從白色到黑色的原因。
其它自然在雲中發生的顏色，藍灰色是光在雲內散射的結果。在可見光譜中，藍色和綠色是在可見光波長的末端，而黃色和紅色是在長波端。短波的光更容易被水滴散射，長波的光則較容易被吸收。藍藍的顏色，是這種散射由雲內雨滴大小的水滴形成的證據。如果陽光是由冰散射，則會使生成的雲帶有綠色的色調。散發出綠色的積雨雲是劇烈雷雨的跡象，可以是大雨、冰雹、強風，也可能是龍捲風。淡黃色的雲可能發生在春末到秋初森林火災多發的季節，黃色的顏色是因為煙氣中存在的汙染物。在城市地區，當出現二氧化氮的高汙染時，也會出現淡黃色的雲。 
出現紅色、橙色和粉紅色的雲，幾乎完全是日出或日落時的陽光通過大氣層時散射的結果。當陽光和地平線的角度小於10%，就在日出之後或是日落之前，因為陽光中可見的色調，除了紅色之外都會被折射掉。雲不會呈現其它的那些顏色，它們反射陽光中的長波和未散射的顏色，是在那些時間主要的顏色。在與大型、成熟的暴風雨結合，就可以產生血紅色的雲；效果很像人們將紅色的聚光燈照在白色的床單上。在近紅外線看，雲會更為黑暗，因為水會吸收這些波長的太陽輻射。

## 暈

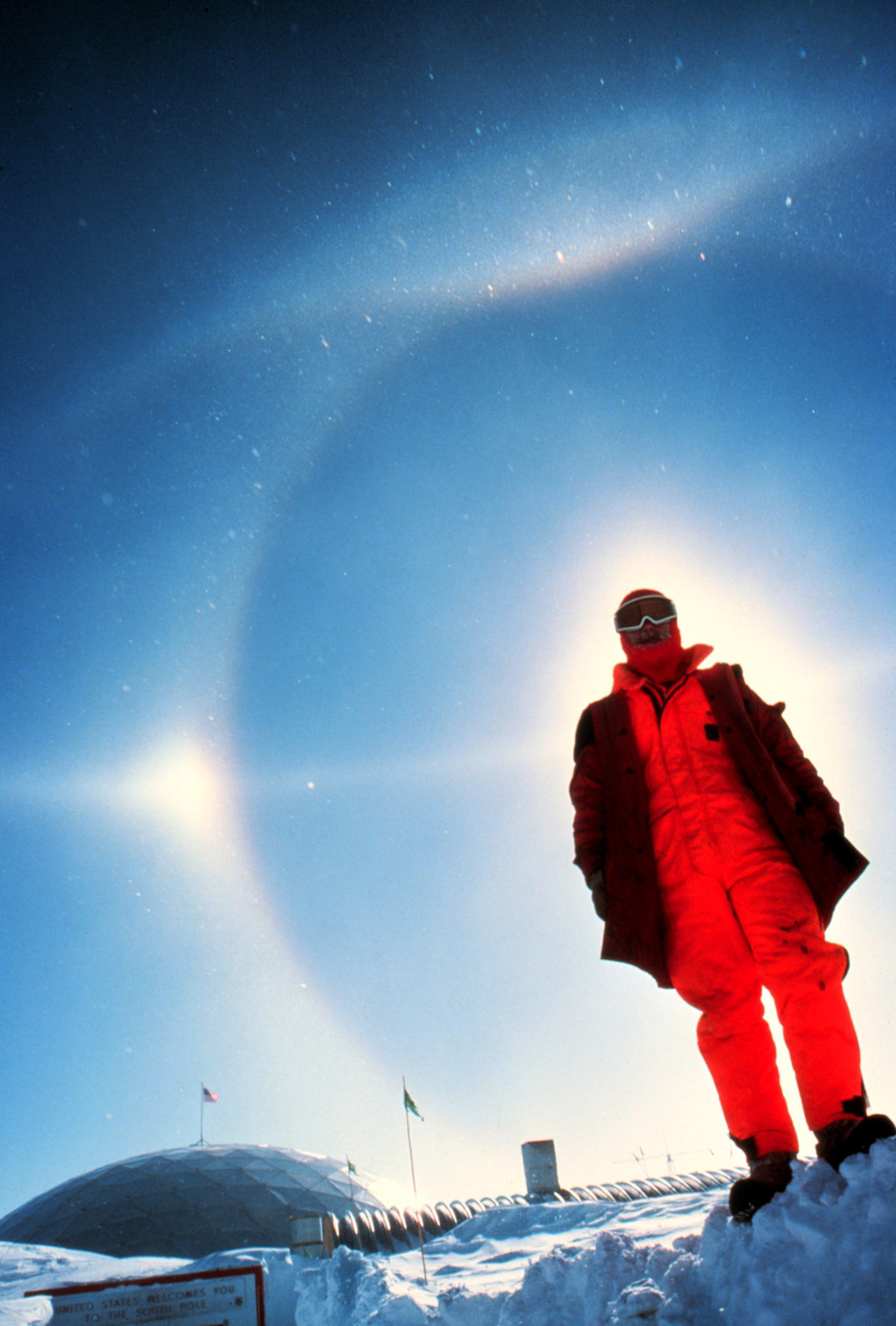
被暈象環繞的一個人。

暈（ἅλως；也稱為光輪、冰弧或後光）是天空中的冰晶創造出來的白色或彩色的弧線和光點，是一種光學現象。多數都出現在太陽和月球的附近，也有出現在其他地方，包括在天空中相對的方向。在很冷的天氣哩，當稱為鑽石塵埃的冰晶漂浮在附近的空氣中時，它們也可以在人造燈光的周圍形成。
有許多種不同的類型的冰暈。它們都是由對流層上層，高度5（3.1英里）至10（6.2英里）高的卷雲冰晶產生的。特定形狀的冰晶和方向性對應於觀察到不同類型的暈。光被冰晶反射和折射，可能會因為色散分裂出不同的色彩。晶體的行為像稜鏡和鏡子一樣，在它們的表面反射和折射光線到特定的方向。由冰晶創造暈首選的角距離是22度和46度。
像暈這種大氣現象曾被作為天氣預報或天氣諺語中有暖鋒或雨接近的經驗證據。

### 幻日

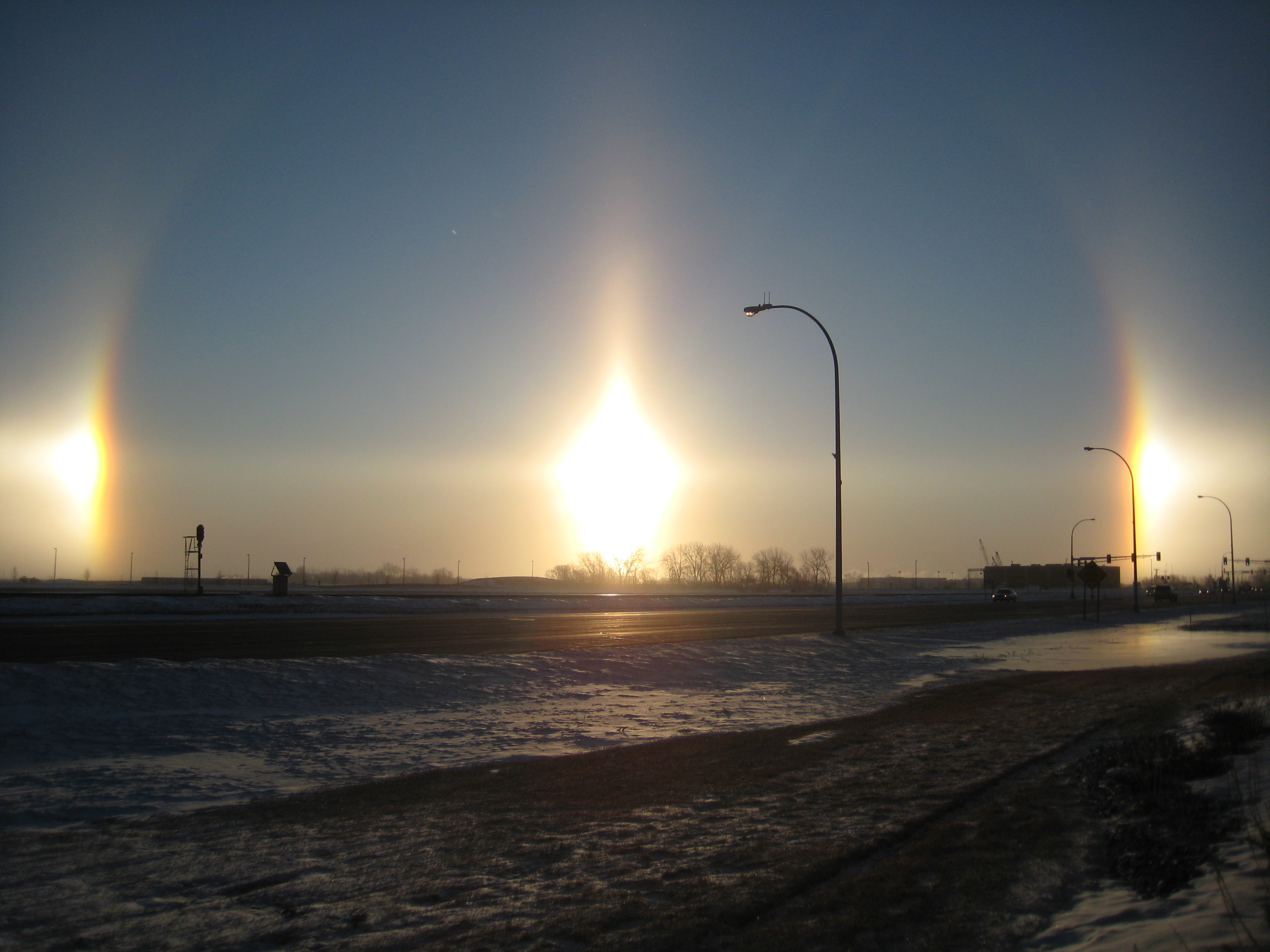
出現在北達科他州法哥非常明亮的幻日。注意通過每個幻日的暈弧。

幻日通常是由高空冷卷雲中板狀六角冰晶，或是很冷的天氣時，懸浮在低空，稱為鑽石塵埃的冰晶產生的。在麥克默多站的科學家經常看見幻日。這些晶體像稜鏡一樣，彎曲通過光線的最小偏向角是22度。如果這些晶體垂直對齊了在大氣中低垂接近水平的太陽，就可以拭目以待折射導致的幻日。幻日可以像鏡像一樣，在實際太陽的兩側出現，或是像明亮的光斑，沿著太陽位置的高度形成部份的暈。
當太陽的位置越高，穿過冰晶的光線就越來越偏離水平面。它的偏離角就會增加，使幻日偏離太陽。然而，它們總是和太陽呆在相同的高度，幻日的紅色是最靠近太陽的一端，藍色或紫色是向外延伸出去。但是，顏色會重疊，所以通常是柔和的，很少會是純或飽和。幻日的顏色最後會合併成白色的幻日環（如果後者可以看見）。
理論上預測，在其它的行星和衛星上也可以看見幻日的形成。火星的幻日可能由水冰和CO2冰造成。在巨大的氣體行星 －木星、土星、天王星和海王星－ 其它晶體形成的雲，氨、甲烷，以及其它的物質，也能產生暈和4個或更多的幻日。

## 光環 (光象)

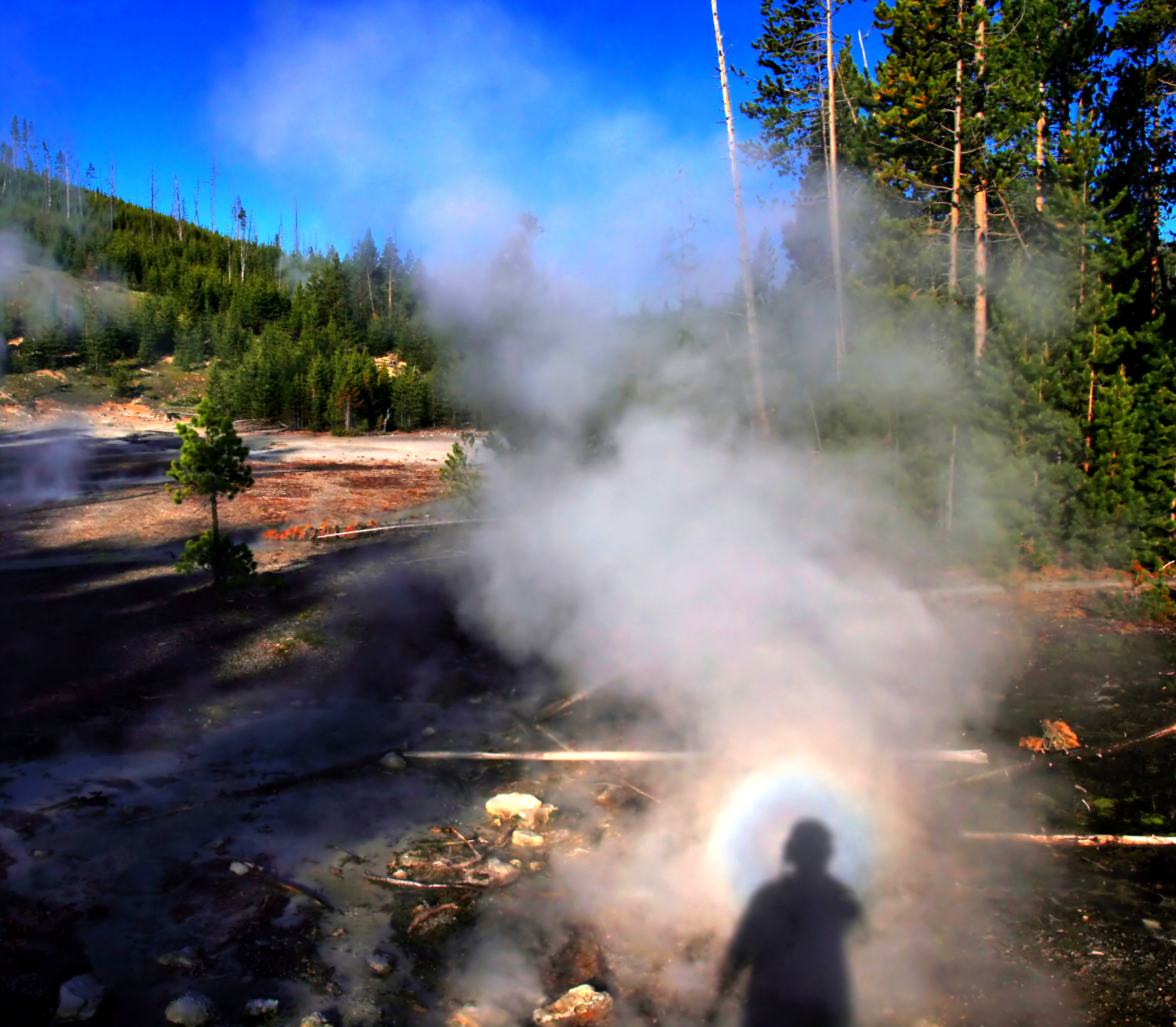
來自溫泉蒸氣產生的光環

光環是常見涉及水滴的光學現象。光環這種光學現象，看上去好像宗教上標誌著聖人的暈，是包圍著觀測測者頭部的後向散射（綜合光的繞射、反射和折射）的光，其來源是雲中大小均勻的水滴。光環像是多種色彩同心圓的戒指，紅色在最外層，而藍色和紫色在最內圈。
光環的角距離與彩虹相似，範圍依據水滴的大小從5°至20°，只有觀測者在折射水滴的雲和太陽之間時才能被看見。因此，人們經常在搭乘飛機時看見光環圍繞在飛機投射在雲上的影子周圍（稱為飛機的光環）。在山上和高處的建築物也可以看見光環。當有雲或霧在觀測者的下方，或地面有霧的天氣時，也會有光環。光環與幻日的光學現象有關。

## 彩虹

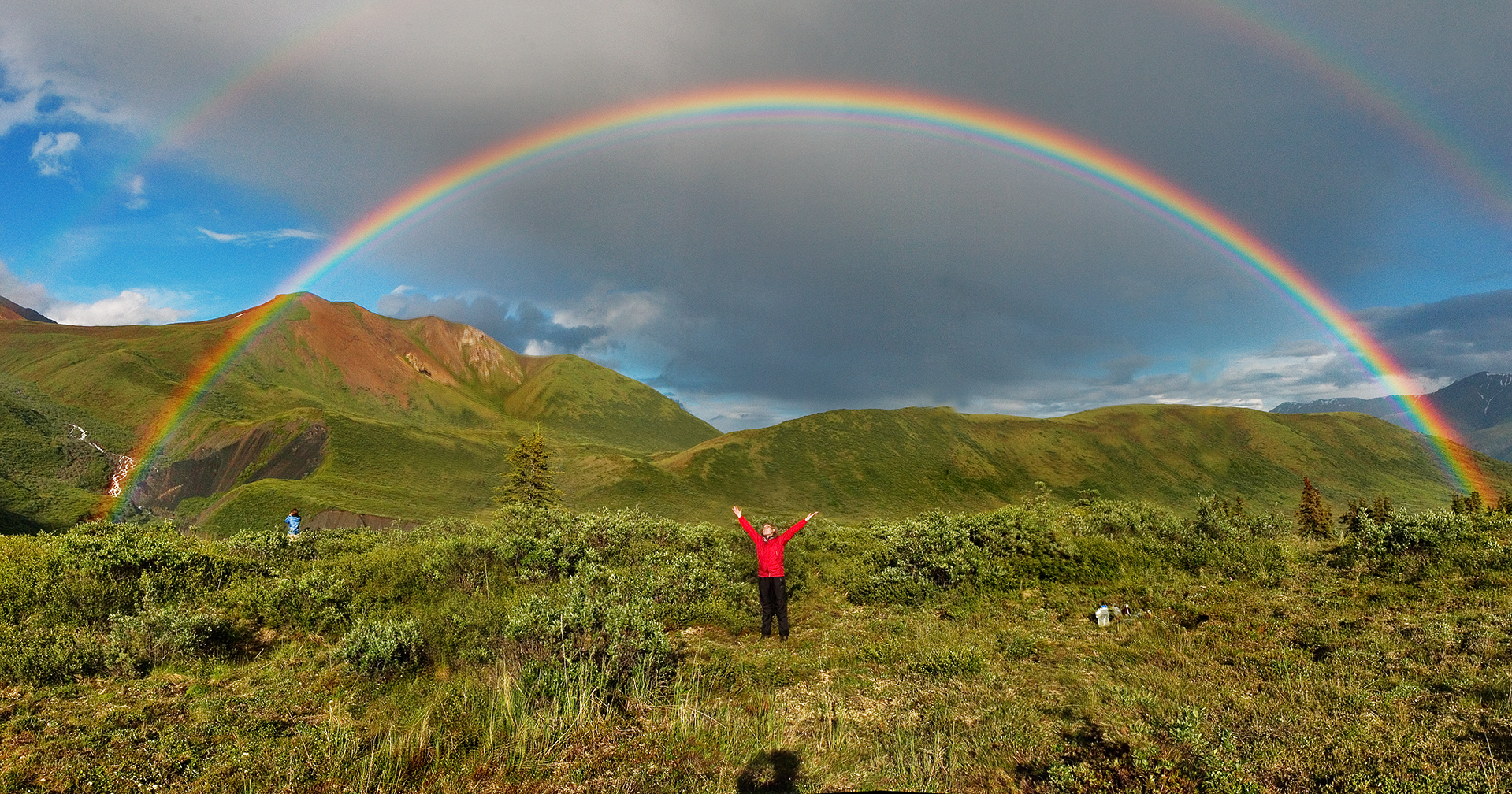
虹和霓，虹是內側主要的弧。攝影師頭部的位置標誌著彩虹的中心（反日點）。

彩虹是氣象和光學的現象，它是陽光照射到大氣層中的水蒸氣產生光譜的現象。它形成多種色彩的弧。彩虹始終出現在背向太陽方向的空上，但地面上的觀測者看見太陽在地平線上的高度不能超過42度。太陽在更高的高度角時，觀測者需要在飛機上或山頂的附近，因為這時的彩虹會出現在地平線下。水滴越大，形成的彩虹越明亮。在夏天，彩虹最常見於午後的雷雨之後。
在陣列中的單一水滴，將陽光在水滴內反射一次後，在背對陽光的方向上產生的光譜角度範圍在40°到42°，彩虹的紅色在外側。霓或副虹是陽光在水滴內反射兩次產生的，角距離的範圍在50.5°至54°，紫色在外側。彩虹，也稱為主虹，通常位置最低也最明亮，顯示的弧是紅色在外側（上方），而紫色在內側。  這道彩虹是陽光在水滴內反射一次引起的。副虹，是可能看到的第二個弧，它會在主虹的上方，而它的顏色排列和主虹相反（紅色在內側，紫色在外側）。這第二道弧是陽光在水滴內反射兩次後引起的。在主虹與副虹之間的區域是黑暗的，原因是主虹與副虹都有反射的陽光，而在兩道虹之間這個區域沒有。
彩虹顯現的是連續光譜的顏色，不同的頻帶（包括頻代的數量）會因為人類原始的彩色視覺而有所不同，以黑白相片拍攝的彩虹不會呈現出頻帶（只有平穩漸進的強度變化，從弧的一端最強逐漸減弱至弧的另一端）。一個正常人的眼睛看見的顏色，是艾薩克·牛頓描述的七彩：紅、橙、黃、綠、藍、靛、紫。然而，色盲的人看見的顏色會比較少。
彩虹可以經由空中許多種不同的水氣形成，包括雨水，濕氣、霧、噴霧、空中的露水。

## 蜃景

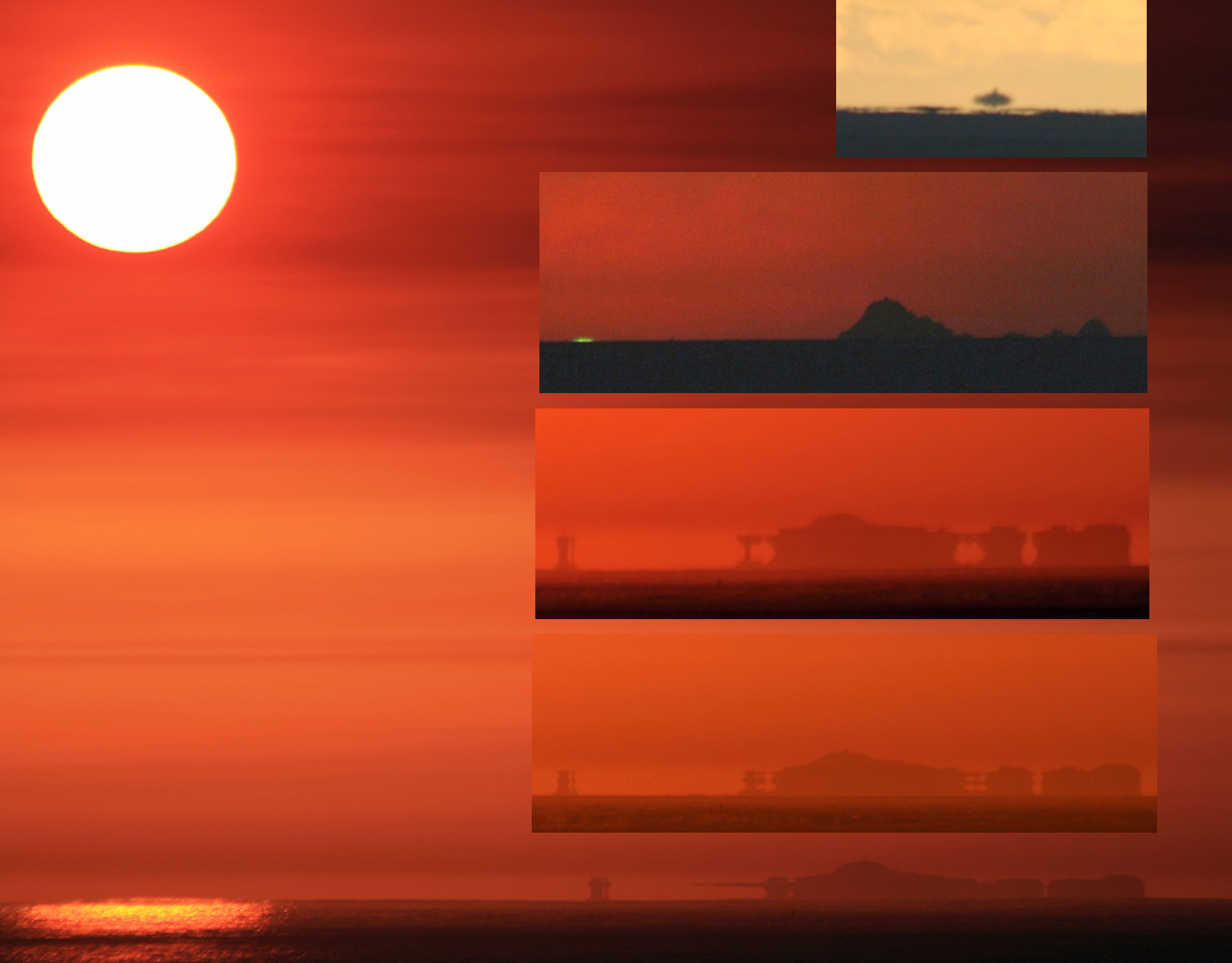
各種不同的蜃景在同一個地點於六分鐘內陸續發生。最上面的內陷框顯示法拉隆群島的下蜃景，第二個內陷框顯示在左手邊的綠閃光，底下的兩個內陷框和主框顯示法拉隆群島的上蜃景。在這三個框架中，上蜃景從圖3發展到圖5，再回到圖2的蜃景。向這樣的顯示是與法達摩加納一致的。

蜃景是自然發生的光學現象，光線的偏折使遙遠物體或天空的影像形成流離失所的景象。這個詞的英文mirage是從法語的mirage轉過來的，而法語又是從拉丁文的mirare轉過來，原意就是看見奇異景象。這個字和鏡子（mirror）與欣賞（to admire）同字根，同時也與阿拉伯文的海市蜃樓同字根。

## 大氣折射

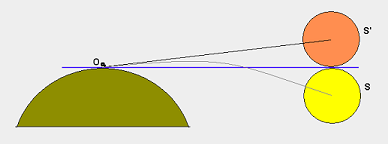
顯示太陽在日出和日落時位移的圖。

大氣折射使天體在天空中的高度看起來比實際的更高。由於這個原因，水手不會觀測高度低於20°度或更接近水平面的恆星。天文學家也會嘗試當天體抵達天空中的最高點時才進行觀測。